# Spielmodus (Computerspiel)
Ein Spielmodus ist eine Spielvariante in einem Computerspiel. Häufig kann im Mehrspieler-Teil eines Computerspiels zwischen verschiedenen Spielmodi gewählt werden. Dabei ändern sich normalerweise die Start- oder Siegbedingungen. Im Folgenden werden bekannte Spielmodi in Computerspielen dargestellt.

## Einzelspieler- und Mehrspielermodus

### Einzelspieler
Die meisten Spiele verfügen über einen Einzelspielermodus (im Englischen auch Singleplayer genannt), in welchem der Spieler ohne weitere menschliche Mitspieler gegen Computergegner, die von einer künstlichen Intelligenz repräsentiert werden, spielt (Player versus Environment). Teilweise kann er auch mit sogenannten Nicht-Spieler-Charaktern (NPCs) Dialoge führen oder Handeln. Häufig spielt der Spieler in diesem Modus einzelne Level oder Missionen.
Einige Spiele verfügen über eine eigene Geschichte und Handlung, die in Form von Zwischensequenzen, Skriptsequenzen, Textfeldern, Dialogfenstern oder eines Full Motion Videos erzählt wird. Dieser Modus wird daher auch als Kampagne bezeichnet. In vielen Spielen hat der Spieler außerdem die Möglichkeit, den Schwierigkeitsgrad der künstlichen Intelligenz anzupassen. Einige Spiele bieten außerdem einen „New Game Plus“-Modus an, bei dem der Spieler nach dem Durchspielen des Spieles oder Erreichen eines bestimmten Wert das Spiel mit veränderten Werten neustarten kann und so der Wiederspielwert gesteigert wird. Weiterhin bieten einige Spiele einen Tutorial- oder Testmodus an, um den Spieler mit dem Spiel vertraut zu machen.

### Mischformen
Eine Messung mit anderen Spielern kann auch im Einzelspieler erfolgen, z. B. durch den Vergleich mit einer Highscore-Tabelle, einzelnen Herausforderungen oder im Rahmen eines Speedruns (in Rennspielen auch „Zeitrennen“). Des Weiteren verfügen einige Spiele über einen Koop-Modus, welcher es dem Spieler ermöglicht, mit anderen Mitspielern eine typische Einzelspielermission zu spielen. Während viele Koop-Missionen den Einzelspieler übertragen und den Koop-Modus damit optional machen, gibt es auch einige Missionen, die nur im Koop-Modus richtig funktionieren, da jeder Spieler bestimmte Aufgaben erfüllen muss.

### Mehrspieler
Im reinen Mehrspielermodus (im Englischen auch „Multiplayer“ genannt), kämpft der Spieler gegen menschliche Gegner (Player versus Player) oder kämpft gemeinsam mit anderen Spielern gegen Computergegner. Ein wichtiger Bestandteil ist dabei die Kommunikation zwischen den Spielern via Text- oder Sprachchat. Der Prozess der Erstellung und Verwaltung von Mehrspieler-Spielesitzungen wird auch als Matchmaking bezeichnet.
Der Mehrspielermodus kann über einen Gameserver in einem Netzwerk gespielt werden, also entweder über LAN im Heimnetzwerk (LAN-Party) oder über das Internet (Onlinespiel). Weiterhin können Spieler in einigen Spielen auf demselben Bildschirm in einem sogenannten Split-Screen-Modus spielen. Dieser Modus wird auch als lokaler Mehrspieler oder Couch Multiplayer bezeichnet. Ein asynchroner Mehrspielermodus kann über den Wechsel der Spieler vor dem Computer oder der Konsole (Hot Seat) oder den Austausch von Spieledaten wie dem Savegame via E-Mail (Play-by-E-Mail), Internet oder Datenträger erfolgen. Im Crossplay-Modus spielt der Spieler auf einem Server mit Spielern von unterschiedlichen Plattformen wie Computer, Konsole, Handheld oder Smartphone.
Es kann außerdem zwischen der Anzahl der Spieler unterschieden werden. Ein Modus mit vielen Spielern wird auch als Massively Multiplayer Online Game (MMOG) bezeichnet. Während viele Einzelspieler das Verwenden von Cheatcodes und Mods unterstützen, sind diese meist im Mehrspielermodus verboten und werden auch als Hack bezeichnet. Einige Spiele verfügen aber über nutzerbetriebene Spieleserver mit eigenen Spielmodi (User-generated content) oder Funserver. Des Weiteren verfügen einige Spiele über einen freien Modus, in welchem die Spielfiguren der Spieler sich frei in der offenen Spielwelt bewegen können und oft Quests erfüllen können. Häufig ist die Spielwelt dabei auch eine persistente Welt, die sich dynamisch verändert. Viele Spiele mit einem „Games as a service“-Modell versuchen die Langzeitmotivation von Spielern durch regelmäßige neue Spielmodi, Events und Veränderungen in den Modi zu erhalten. Weitere Spiele lassen es außerdem zu, Spielmodi sehr differenziert anzupassen, so dass diese vom eigentlichen Prinzip und den Regeln des Modus abweichen können.

## Shooter
Ein Shooter ist ein Computerspiel, in dem sich die Spielfigur frei in einer Spielwelt bewegt und vor allem durch den Einsatz von Schusswaffen ein Spielziel erreichen muss.

### Deathmatch
Deathmatch (in etwa Kampf um Leben und Tod) bezeichnet eine populäre Mehrspielervariante bei Computerspielen, meist in Ego-Shootern.
Das Spielziel beim Deathmatch ist es, durch das Töten der Spielfiguren anderer Spieler so viele Punkte – sogenannte Frags oder Kills – wie möglich zu erreichen. Nach dem Tod erstehen Spielfiguren nach wenigen Sekunden an einer anderen Stelle des Levels wieder auf, um sich wieder am Spiel zu beteiligen. Begrenzt wird der Spielverlauf durch ein festgelegtes Zeit- oder Fraglimit.
Da es keine übergeordneten strategischen Ziele gibt und die Spielfigur jedes Spielers endlos viele Leben besitzt, rückt der Kampf zwischen zwei oder mehr Kontrahenten als alleiniges Spielelement in das Zentrum. Doch besteht der Reiz am Deathmatch durchaus nicht in der Gewalt, sondern in erster Linie darin, dass die Geschicklichkeit des Einzelnen spielentscheidend ist: Reaktionsschnelligkeit, Zielsicherheit, gekonnter Umgang mit den verschiedenen Waffen, Geschicklichkeit in der Bewegung und die genaue Kenntnis des jeweiligen Levels kommen beim Deathmatch in elementarer Weise zur Geltung.
Der Begriff Deathmatch wurde erstmals 1993 durch die Firma id Software mit dem Spiel Doom geprägt; beim Starten des Koop-Modus auf der Kommandozeile konnte man durch den zusätzlichen Parameter „-deathmatch“ statt eines Koop-Spiels ein Jeder-gegen-jeder-Spiel initiieren. Vereinzelt werden für das gleiche Spielprinzip auch andere Bezeichnungen wie „Slayer“ oder auch die weniger martialische Bezeichnung Free for all (oft mit der Abkürzung „FFA“ angegeben) verwendet.

#### Standard-Deathmatch
Auch Straight Deathmatch oder Free for All genannt (frei übersetzt etwa Jeder gegen Jeden). Jeder Spieler versucht auf sich allein gestellt gegen die übrigen Spieler zu gewinnen.

#### 1-on-1-Deathmatch
Diese Variante des Deathmatch, die auch als duel (Duell) oder tourney (Turnier) bezeichnet wird, wird in Form eines Zweikampfs ausgeführt. Anders als beim tendenziell unübersichtlichen Deathmatch mit vielen Spielern sind duels stark taktisch geprägt. Die beiden Spieler müssen die jeweilige Spielumgebung genau kennen und versuchen, stets den Aufenthaltsort der Spielfigur ihres Gegners in Erfahrung zu bringen und seine Aktionen im Voraus einzuschätzen, um die eigene Taktik darauf abzustimmen.

#### Team-Deathmatch
Zwei oder mehr Teams kämpfen gegeneinander, die einzelnen Frags jedes Spielers werden zum Teamkonto addiert. Beim Team Deathmatch (TDM) spielt die Kontrolle von strategisch wichtigen Bereichen (zum Beispiel Standorte von Waffen oder Power-ups) im Level durch das eigene Team eine große Rolle.

#### Last Man Standing
Last Man Standing (LMS) ist eine Variation des Deathmatch-Modus, bei der die Spielfigur jedes Spielers eine begrenzte Anzahl von Leben hat. Durch diese Regeländerung beginnt das Spiel mit vielen Spielern und endet für gewöhnlich in einer Duell-Situation zwischen den beiden letzten Spielern. Der Spieler mit der letzten überlebenden Spielfigur gewinnt die Runde.

#### Battle Royale
Eine besondere Variante von Last man Standing ist der Battle-Royale- bzw. Hunger-Games-Modus, der außerdem noch Survival-Elemente hinzufügt. Dabei muss der Spieler meist zufällig verteilte Gegenstände in der Karte finden und aufsammeln, um sich dadurch für den Kampf aufzurüsten. Die Spiele orientieren sich dabei an Werken wie Battle Royale und Die Tribute von Panem und fügen eine Begrenzung der Karte ein, die immer kleiner wird und so die Spieler zu einem bestimmten Punkt lenkt, oder setzen Airdrops oder bestimmte Zonen dafür ein. Auch nicht spielbare Charaktere wie Zombies sowie Sandbox-Spiel-Elemente (Bauen und Werken) können vorhanden sein. Spieler können meist alleine, zu zweit oder im Team spielen.
Bekannte Beispiele hierfür sind PUBG: Battlegrounds, Fortnite Battle Royale, Ring of Elysium, Apex Legends, H1Z1: King of Kill, ARK: Survival of the Fittest sowie Mods, Spielmodi und Plugins für Shooter und Sandboxspiele wie Minecraft, Gefahrenzone in Counter-Strike: Global Offensive oder Arma 2.

### King of the Hill
Der Spielmodus King of the Hill verbindet die Grundregeln des Deathmatch mit denen traditioneller Fangspiele: Die Spielfigur eines Spielers ist der King of the Hill. Er erhält für seine Abschüsse mehr Punkte oder hebt sich durch Spezialfähigkeiten von den übrigen Spielern ab (so z. B. in Unreal Tournament 2003 in der als Mutant bezeichneten Variante unendlich Munition, Tarnung und höhere Geschwindigkeit). Alle übrigen Spieler müssen versuchen, den King of the Hill zu töten. Gelingt dies einem Spieler, bekommt dieser zusätzliche Punkte und wird selbst zum King of the Hill. Das Abschießen der Spielfigur eines normalen Mitspielers hat in der Regel keinen Effekt auf das eigene Punktekonto.
Beispiele: Unreal, Jedi-Master-Modus in Star Wars Jedi Knight II: Jedi Outcast

#### Rambo Match
Hierbei besitzt der King of the Hill eine Spezialwaffe, welche Spielfiguren seiner Mitspieler mit nur einem Schuss tötet (Siehe auch unten: InstaGib).

### Capture the Flag
Vorbild für diesen Spielmodus ist das Geländespiel Capture the Flag.
Bei Capture the Flag (CTF) stehen sich 2 Teams gegenüber (traditionell durch die Farben Rot und Blau gekennzeichnet), üblicherweise mit einer Mannschaftsstärke von fünf bis sieben. Je nach Natur des Computerspiels können auch weniger oder mehr Spieler ein Team bilden. Jedes Team besitzt eine meist baugleich gestaltete Basis (engl. base), in der eine Fahne (engl. flag) in der eigenen Team-Farbe an einem festen Platz aufgestellt ist.
Ziel des Spieles ist es, die gegnerische Fahne in die eigene Basis und dort in Kontakt mit der eigenen Fahne zu bringen, um so zu punkten. Die Spielfigur jedes Spielers kann die Fahne des gegnerischen Teams entwenden und damit zum Fahnenträger (engl. flag carrier) werden. Üblicherweise gilt, dass zum Erobern der gegnerischen Fahne die eigene Fahne sich an ihrem Standort befinden, das heißt gesichert sein muss. Um die eigene Fahne im Fall einer Entwendung wieder dorthin zurückzubringen, reicht die einfache Berührung der fallen gelassenen Fahne durch ein Mannschaftsmitglied, wodurch sie sofort zurück in die eigene Basis zurück teleportiert (engl. return) wird. Ist die Fahne des Gegners erobert worden, bekommt das Team einen Punkt gutgeschrieben und die gegnerische Fahne erscheint wieder in ihrer Basis, um erneut verteidigt bzw. geraubt werden zu können. Erschwert wird das Ganze dadurch, dass der Fahnenträger meistens eingeschränkt ist, so dass er bspw. nicht mehr springen und/oder sprinten kann. Dadurch wird der Fokus mehr auf „Teamplay“ gelegt, da der Fahnenträger es sehr schwer hat, alleine zur eigenen Basis zu kommen.
Es werden im Allgemeinen Punkte für das Erobern (engl. capture) der Fahne, sowie (oftmals für Sieg und Niederlage irrelevante) Punkte (oder Frags) für das Ausschalten der Gegenspieler gegeben. Eine Runde Capture the Flag wird entweder durch ein Punktelimit oder durch ein Zeitlimit begrenzt.

#### Variationen
Ein dem CTF ähnlicher Spielmodus kommt unter anderem in dem Spiel Halo: Kampf um die Zukunft vor. Aufgabe der Spieler ist es, die eigene Fahne in die gegnerische Basis zu bringen und dort die Fahne zu berühren. Dadurch gestaltet sich der Spielverlauf schneller, da der Weg in die gegnerische Basis zwar freigekämpft werden muss, der Rückweg aber entfällt. (Vgl. auch #JailBreak)
In anderen Spielen wird das zu erkämpfende Objekt variiert, so ist es z. B. in Söldner – Secret Wars möglich, anstatt der Flagge (kartenabhängig) Fahrzeuge als Ziel zu definieren (Capture the vehicle). Zur Verhinderung eines Punktes muss das Fahrzeug vor Erreichen der Gegnerbasis zerstört werden. Bei offenen Fahrzeugen ist es auch möglich, den Fahrer zu töten, was zwar kurzfristig den Punkt verhindert, das Fahrzeug dann aber relativ ungeschützt außerhalb der Basis zurücklässt.
Bei Star Trek: Elite Force II gibt es eine Option, bei der, anstatt die gegnerische Flagge zu rauben, die gegnerische Singularität zerstört wird und ggf. die eigene durch Teammitglieder repariert werden muss.
Ebenfalls als eine Variation von Capture the Flag kann Bombing Run angesehen werden. Diese unter dem Namen Freakball als Mod zu Quake III Arena entwickelte und später in ähnlicher Form in Unreal Tournament 2003 enthaltene Spielvariante hat im Unterschied zu CTF nur einen Ball (statt zweier Fahnen), der ins jeweils gegnerische Tor geschossen oder getragen werden muss. Die Spielfigur, die den Ball trägt, kann ihre Waffen nicht einsetzen, es sei denn, sie gibt den Ball ab (entweder durch einen Pass oder durch Fallenlassen). Wird der Ballträger getötet, verliert er automatisch den Ball, der nun von der Spielfigur eines anderen Spielers aufgesammelt werden kann. Wird der Ball für eine bestimmte Zeit nicht ins Spiel aufgenommen, kehrt er an den Anstoßpunkt in der Mitte der Karte zurück.
Ebenfalls eine Variante ist das Chaos Capture the Flag aus dem Mod ChaosUT2: Evolution für Unreal Tournament 2004. Eigentlich gibt es hier keinen Unterschied zum klassischen Capture the Flag, was das Spielziel angeht. Der Unterschied besteht darin, dass eine fallengelassene Flagge bei Kontakt nicht sofort in die eigene Basis zurücktransferiert wird, sondern wie eine gegnerische getragen werden muss. Unabhängig davon, ob die eigene Flagge getragen wird, kann auch gleichzeitig die gegnerische Flagge getragen werden, was eventuell einen ungewollt lustigen Effekt hat. Um zu punkten, muss wie im klassischen Capture the Flag sowohl die eigene als auch die feindliche Flagge in der Basis sein.
Für Unreal Tournament gibt es den „MultiCTF“-Mod, wobei zwei bis vier Teams versuchen, sich gegenseitig die Flaggen zu rauben. Das Punkteprinzip folgt Last Man Standing, d. h. jedes Team beginnt mit dem Capture Limit. Wird nun die eigene Flagge durch ein beliebiges gegnerisches Team erfolgreich erbeutet, so verliert man einen Punkt. Das Team, das zuletzt noch Punkte übrig hat, gewinnt die Runde.

#### Geschichte
Bei den Computerspielen im Ego-Shooter-Genre ist Rise of the Triad (1994) das erste Spiel, das einen Capture-the-Flag-Modus beinhaltete. Populär wurde Capture the Flag aber erst 1996 durch die Quake-Modifikation Threewave CTF, die das Vorbild für die späteren Umsetzungen von CTF wurde und erstmals auch eigene CTF-Level entwickelte, die symmetrisch aufgebaut sind, um beiden Mannschaften eine faire Ausgangslage zu bieten. Zeitgleich mit Threewave entwickelte die Modifikation Team Fortress, ebenfalls für Quake, eine eigene Variante des Spielmodus. Heute ist Capture the Flag einer der populärsten teamorientierten Spielmodi.

### Domination
In diesem Spielmodus spielen zwei oder mehr Teams um die Kontrolle verschiedener Zielpunkte, welche an verschiedenen Punkten der Karte liegen. Jeder Zielpunkt kann jeweils nur von einem Team zur selben Zeit besetzt werden. Um einen Zielpunkt zu besetzen, reicht es in der Regel, kurz über dessen Mittelpunkt zu laufen. Ist ein Zielpunkt im Besitz eines Teams, erzeugt dieser nach einer bestimmten Zeit (üblicherweise ca. 5 bis 10 Sekunden) einen Punkt. Je mehr Zielpunkte von einem Team kontrolliert werden, desto mehr Punkte werden generiert – das erste Team, welches die vorher festgelegte Maximalpunktzahl (z. B. 100 Punkte) erreicht, gewinnt. Spielfiguren des gegnerischen Teams auszuschalten ist zwar wichtig, um in Besitz der Zielpunkte zu gelangen, bringt aber selbst keine Punkte. Üblicherweise gibt es bei einer geraden Zahl teilnehmender Teams eine ungerade Zahl Zielpunkte.
Der Spielmodus kam zum ersten Mal in Unreal Tournament, entwickelt von Epic Games, vor. Hier erhält jedes Team alle fünf Sekunden einen Punkt, wenn ein Strategiepunkt dominiert wird, drei Punkte bei zwei oder mehr Strategiepunkten.
In manchen Spielen gibt es einen „Kursfaktor“, der sich aus dem Durchschnitt der Frags jedes Teammitglieds geteilt durch die gesamte Anzahl ergibt. Welches Team am Schluss den niedrigsten hat, gewinnt.

#### Double Domination
Hier gibt es nur 2 Zielpunkte, welche von maximal 2 Teams kontrolliert werden können. Kontrolliert ein Team beide Zielpunkte, wird ein Countdown gestartet (üblicherweise zwischen 10 und 20 Sekunden), läuft dieser ab, gewinnt das Team, welches die Punkte kontrolliert und die Runde startet erneut mit unkontrollierten Punkten.
Dieser Spielmodus kam zum ersten Mal in Unreal Tournament 2003 vor, entwickelt von Epic Games.

#### Conquest
Zu deutsch Eroberung, ein Spielmodus, der zum ersten Mal in Battlefield 1942 standardmäßig enthalten war. Zuvor war er lediglich Gegenstand diverser Mods für Half-Life, etwa bei Day of Defeat oder FireArms. Ähnlich wie im klassischen Domination geht es auch hier darum, Zielpunkte zu kontrollieren. Um einen Zielpunkt zu übernehmen, muss man sich kurze Zeit (etwa 15 bis 30 Sekunden) in seinem näheren Umfeld aufhalten, dabei darf keine Spielfigur vom gegnerischen Team anwesend sein. Anders als beim klassischen Domination werden die Punkte (die so genannten Tickets) für kontrollierte Zielpunkte von einem vorher definierten Konto des Gegners (von der Karte abhängig) abgezogen, zudem wird auch mit jedem Spawn ein Punkt vom eigenen Teamkonto abgezogen (So verursacht also jeder Frag indirekt, bei einigen Spielen auch direkt, einen Punkteabzug beim Gegner). Ist der Punktestand bei Null angelangt, verliert das entsprechende Team.

##### Onslaught
Das mit Unreal Tournament 2004 eingeführte Onslaught (Angriff) baut auf dem Conquest-Modus auf, jedoch können Spieler der zwei Teams nicht jeden beliebigen Punkt (Powerknoten (engl. Powernodes)) einnehmen. Zuerst muss zwischen den Punkten eine Verbindung über andere Punkte hergestellt werden, soweit der Punkt nicht direkt an der Basis (Powerkern (engl. Powercore)) liegt. Über welche Punkte eine Verbindung laufen muss, wird zu Beginn einer Runde festgelegt. Verbindungen können über beliebig viele Punkte gehen. Besteht eine Verbindung über diese Punkte zur gegnerischen Basis, kann diese zerstört werden. Geschieht dies vor Ablauf der Zeit (in der Regel etwa 20 Minuten), gibt das 2 Punkte. Nach Ablauf der Zeit geht die Runde weiter und die Basen zerfallen langsam von selbst. Je mehr Punkte ein Team unter der Kontrolle hat, desto schneller zerfällt die Basis des gegnerischen Teams. Das siegende Team bekommt dann nur einen Punkt. Ein weiterer Unterschied zum Conquest-Modus ist, dass es in Onslaught keine Tickets gibt. Einziges Ziel ist die Zerstörung der gegnerischen Basis.

#### Build FortWars
Dieser Spielmodus vereint vorwiegend Capture the Flag und Domination miteinander. In absolut symmetrischen Karten spielen bis zu vier Teams gegeneinander, das Ziel des Spiels ist es einen Ball (auch: Cookie, Flag, Beacon) so lange wie möglich zu besitzen – nach einer vorher festgelegten Zeit (üblicherweise etwa 8 Minuten) gewinnt das Team mit dem längsten Ballbesitz. Besonderen Reiz bekommt dieser Spielmodus allerdings durch den variablen Festungsbau. Jedem Team steht vor dem Start der eigentlichen Spielrunde eine gewisse Zeit (üblicherweise etwa so lang wie die nachherige Spielzeit) zu um aus Kisten ein Fort zu bauen – je besser das Teamwork und je ausgereifter das Konzept der Befestigungsanlage, desto mehr Chancen hat das Team im weiteren Verlauf den Ball möglichst lange zu behalten. Im Spielverlauf entstehen so einige Wechsel der Taktik: ist der Ball im Besitz des eigenen Teams, muss dieser so lange wie möglich beschützt werden, um Punkte zu generieren – für den Fall, dass der Ball einem gegnerischen Team in die Hände gefallen ist, muss natürlich wieder offensiv gespielt werden – die dritte Variante stellt letztendlich noch klassisches Deathmatch dar: ist der Ball in Besitz keines Teams bzw. wurde noch nicht in einem Fort versteckt, entbrennt ein offener Kampf zwischen den rivalisierenden Parteien.
Beispiele: Garry’s Mod (Half-Life-2-Modifikation)

##### Kill the King
Dieser Modus entspricht fast Build FortWars und wird wahrscheinlich nur in „Gotcha!“ (Paintball-Simulation) verwendet.
Die Karten sind nicht unbedingt symmetrisch, und man muss/kann kein Fort bauen. Der Gegenstand ist eine Krone. Allerdings gibt es in den meisten Karten sowieso viele Verstecke, mit Platz für „Bodyguards“. Außerdem gibt es eine feste Zeit, nach der automatisch gewonnen wird (meistens 1–5 Minuten). Im Ligamodus gibt es die illegalen Duelle. Nach einer variablen Zeit „kommt die Polizei“ und das Spiel endet.

#### Oddball
Zu deutsch Exzentriker. Das erste Mal kam dieser Spielmodus in Halo: Kampf um die Zukunft (Bungie, Microsoft 2001) zum Einsatz.
Oddball kann auf jeder beliebigen Map (symmetrisch oder asymmetrisch) gespielt werden. In diesem Spielmodus werden ein oder mehrere Oddballs auf der Map verteilt, die der Spieler einsammeln und halten muss. Üblicherweise gibt es für jede gehaltene Sekunde einen Punkt. Es gewinnt der Spieler der eine vorher festgelegte Zeit angesammelt hat oder nach einer vorher festgelegten Rundenzeit die meiste Besitzzeit angesammelt hat. Allerdings kann der Spieler, welcher den Ball besitzt, seine Waffen nicht benutzen. In einigen Variationen kann aber der Oddball als Nahkampfwaffe eingesetzt werden. Somit wird es für ihn schwieriger sich gegen seine Gegner zu verteidigen. In den meisten Fällen können alle Spieler den Standort des Oddballs auf einem Radar oder durch Wände hindurch sehen, somit ist es für den Ballträger auch unmöglich sich zu verstecken. In einigen Varianten hat der Ballträger allerdings Spezialfähigkeiten wie z. B. Schadensresistenz, Unsichtbarkeit, oder eine höhere Laufgeschwindigkeit.
Oddball eignet sich für Gruppen von ca. 10 Spielern. Es gewinnt der Spieler, der eine vorher festgelegte Zeit angesammelt hat oder nach einer vorher festgelegten Rundenzeit die meiste Besitzzeit angesammelt hat.

### JailBreak
In diesem Spielmodus spielen zwei Teams auf einer Karte mit zwei normalerweise symmetrischen Basen gegeneinander. Wird ein Gegner getötet, spawnt er im gegnerischen Gefängnis und kann bis zu seiner Befreiung (oder bis zum Rundenende) nichts Relevantes tun. Ebenfalls in der gegnerischen Basis gibt es einen Schalter, mit dem die Gefängnistüren geöffnet und damit die inhaftierten Mitspieler befreit werden können. Ist ein komplettes Team eingesperrt, hat das gegnerische Team gewonnen.

### InstaGib
In dieser Variante besitzt die Spielfigur jedes Spielers nur eine einzige Waffe mit unendlich Munition, die er immer bei sich trägt. Diese Waffe feuert im Hit-Scan-Modus, das heißt, sie trifft sofort ohne Verzögerung. Ein Treffer führt zum sofortigen virtuellen Tod des Opfers. Aufgrund dieses Spielbetriebs sind keine weiteren aufnehmbaren Waffen im Spiel vorhanden.
Das Wort setzt sich aus den zwei englischen Wörtern instant (sofort) und giblets (Eingeweide) zusammen. Die Herkunft ist auf frühe Quake-Spiele zurückzuführen.
Instagib verändert das Originalspiel zu einem sehr schnellen, für Anfänger recht frustrierenden Spiel, da man sehr schnell „stirbt“. Für die Fans dieser Spielart liegen die Vorteile aber auf der Hand:
- Jeder Spieler hat von Anfang an dieselbe Chance (keine Power-ups, kein Waffensuchen).
- Das Spiel ist sehr schnell.
- Das Spiel setzt sehr gute Reflexe und viel Erfahrung voraus (Gegner- und Kartenkenntnisse).
- Ein sogenanntes Spamming (Sperrfeuer) mit Streuwaffen ist hier nahezu unmöglich.
- Lässt sich mit fast jedem anderen Spielmodus kombinieren.

Früher wurde der Instagib-Modus nur als Add-on bzw. Mutator angeboten, da er nicht ursprünglich zum Spiel gehörte. In neueren Spielen ist dieser Modus oft fest eingebaut. Instagib insbesondere mit Capture the Flag erfreut sich wachsender Beliebtheit. Schon seit Jahren gibt es deswegen eigenständige Instagib-Ligen, in denen sogar internationale Matches abgehalten werden. Deshalb wurde in Unreal Tournament 2004 der Spielmodus Instagib CTF hinzugefügt.
Ebenfalls beliebt ist der InstaGib-Modus des Open-Source-Shooters Cube. In den beiden größten europäischen Online-Gaming-Ligen, der Electronic Sports League und der ClanBase, hat die InstaGib-Ladder deutlich mehr Spieler als eine normale Ladder.
Beispiele: Quake II, Quake III Arena, Warsow, Unreal Tournament, Unreal Tournament 2004, Star Wars Jedi Knight II: Jedi Outcast, Star Wars Jedi Knight: Jedi Academy, Cube, Cube 2: Sauerbraten, Nexuiz, Xonotic

### Spiel mit Missionszielen
Bei dieser Variante sind für eine von zwei Spielparteien Ziele (engl. Objectives) festgelegt, die zum Gewinn des Matches führen. Beispielsweise muss ein Treibstofflager gesprengt werden, oder ein Gegenstand oder eine Person geraubt und in Sicherheit gebracht werden. Das andere Team muss mit Waffengewalt versuchen, das erste (angreifende) Team davon abzuhalten, die ihnen gesetzten Ziele zu erreichen.
In diesem Spielmodus kommt es stärker als zum Beispiel beim Deathmatch auf Teamwork und Taktik an.
Erstmals fand dieser Modus bei Unreal Tournament Eingang ins Spiel; dort nannte er sich allerdings Assault (engl.: Angriff). Weitere Beispiele für diesen Spielmodus sind das Spiel Wolfenstein: Enemy Territory der Firma id Software oder die kostenpflichtige Call-of-Duty-Reihe. Bei Letzterem wird der Spieltyp auch als SD (search and destroy; zu Deutsch: suchen und zerstören) genannt. Dort versucht ein Team beispielsweise eine von zwei Flaks mit einer Bombe zu zerstören, wohingegen das zweite Team versucht die Gegner vorzeitig auszuschalten oder die Bombe rechtzeitig vor der Detonation zu entschärfen. In Tom Clancy’s Rainbow Six 3: Raven Shield muss das Antiterrorteam beispielsweise eine Geisel (NPC) suchen, beschützen und zu einer sicheren Zone bringen. In Ghost Recon Advanced Warfighter 2 kommt noch hinzu, dass das angreifende Team (Ghosts) nach einem Tod nicht wieder in das Spiel einsteigen kann. Dafür können die Ghosts gesichtete Gegner „taggen“ (deutsch: markieren), so dass jeder andere Ghost den Standort des Gegners durch beispielsweise Wände sehen kann. Hingegen können die Verteidiger unendlich oft wieder einsteigen, haben dafür aber das schlechtere Material.
In Counter-Strike müssen ebenfalls Missionsziele erfüllt werden. Es gibt verschiedene Szenarien, die bedeutendsten sind Geiselrettung und Bombenentschärfung; jede Karte ist einem Szenario gewidmet. Die Missionsziele der beiden Teams sind gegensätzlich und asymmetrisch, lediglich das Ausschalten aller Gegner führt auf beiden Seiten zum Rundensieg.

### Koop
Koop (von Kooperation; engl. co-op) stellt einen speziellen Spielmodus dar, bei dem mehrere menschliche Spieler gemeinsam gegen Computergegner spielen. Meistens werden dabei Levels des Einzelspielermodus gemeinsam gespielt. Reine Mehrspielervarianten sind dagegen Spielmodi wie Invasion (Unreal Tournament 2003) oder Zombie (Call of Duty: World at War), bei denen die Spieler kooperativ auf Mehrspielerkarten gegen zufällig spawnende Computergegner antreten.

### Death Run
Beim Death Run muss die Spielfigur des Spielers verschiedene Hindernisse überwinden (Jump ’n’ Run). Die Spielfigur darf dabei nicht sterben. Ist die Spielfigur tot, spawnt sie am Anfang der Karte neu oder der Spieler hat verloren. Häufig versuchen die Mitspieler des Gegnerteams, die Spielfiguren der Teilnehmer des Death Runs aus einer sicheren Entfernung abzuschießen. Bekannte Spiele, die diesen Modus unterstützen, sind Garry’s Mod, Counter-Strike, Grand Theft Auto V, Fortnite und Team Fortress 2. Der Spielmodus entsteht meist auf von Nutzern generierten Karten.

### Surf
Bei diesem Modus kann die Spielfigur an Wänden gleiten und so weite Sprünge erzielen. Das bekannteste Spiel, das diesen Modus unterstützt, ist Counter-Strike.

## Strategiespiele

### Einzelmission/Szenario
In diesem gelegentlich auch als Szenario bezeichneten Spielmodus sind dem oder den Spielern anfänglich feste Missionsziele vorgegeben, die es zu erfüllen gilt (Sieg über den Gegner, Besetzung eines bestimmten Gebäudes, Halten einer bestimmten Position etc.). Ebenso festgelegt sind die Gestaltung der Karte und die anfängliche Situation (Anzahl, Position und Zustand von Gebäuden und Einheiten, Anzahl der Ressourcen). Einzelmissionen laufen gelegentlich mit Zeitlimit ab und werden von einem Briefing oder einer Missionsbeschreibung eingeleitet. Gelegentlich werden Missionen auch von Cutscenes unterbrochen. Am Ende einer Mission steht meistens eine statistische Auswertung.
Innerhalb einzelner Missionen finden oftmals geskriptete Ereignisse statt, die durch das Eintreten bestimmter Situationen (Trigger) wie beispielsweise das Betreten eines bestimmten Gebietes, die Zerstörung eines bestimmten Gebäudes, das Erreichen einer gewissen Menge an Ressourcen, das Verstreichen einer gewissen Zeit etc. ausgelöst werden.
Bei Aufbauspielen ist die Zielsetzung meist eine andere als bei militärischen Strategiespielen. Anstelle taktischer oder strategischer Ziele ist der Sieg hier eher an das Erreichen oder Wiederherstellen eines vorgegebenen Zustandes gebunden. Pionier auf diesem Gebiet war die SimCity-Serie; beispielsweise musste der Spieler in einigen Szenarios aus SimCity 2000 die Stadt Charleston vor Hochwasser schützen oder das marode Industriegebiet von Flint wieder herrichten.

### Kampagne
Dieser Spielmodus besteht aus einer Abfolge von einzelnen Szenarien, die über eine zwischen den Missionen in Videos oder Textbotschaften erzählte Hintergrundgeschichte miteinander verbunden sind. In militärischen Strategiespielen existieren meist mehrere Kampagnen für die jeweiligen Kriegsparteien. In neueren Spielen (z. B. Warcraft III: Reign of Chaos) ist es auch üblich, Spielfiguren, die während der Missionen an Erfahrung gewonnen haben, in die Folgemission mitzunehmen.

### Freies Spiel
Anstelle einer Kampagne umfassen Aufbauspiele üblicherweise das so genannte freie Spiel. Dabei sind dem Spieler im Gegensatz zu den Einzelszenarien keine zeitlichen oder sonstigen Grenzen hinsichtlich des Spielendes gesetzt. Der Spieler kann nach eigenem Willen auf einer selbst erstellten, zufallsgenerierten oder vorgegebenen Landkarte seine Aktivitäten tätigen. Bei so genannten Globalstrategiespielen kommen dabei auch Computergegner ins Spiel.
Seit den frühesten Strategiespielen stellt das freie Spiel meist das Kernstück des Spiels dar. Civilization, Kaiser oder Empire boten als Globalstrategiespiele jeweils gar keine Kampagne, sondern lediglich das freie Spiel.

### Gefecht
Gefecht wird auch als Schlacht, Geplänkel oder Skirmish (engl. „Scharmützel“) bezeichnet und stellt die häufigste Form der Auseinandersetzung dar. Üblicherweise startet jeder Spieler mit derselben Ausgangssituation, je nach Spiel stehen meist nur einige Arbeiter, ein Baufahrzeug und eine gewisse Menge an Startkapital/-ressourcen zur Verfügung, um seinen Stützpunkt aufzubauen. Auch die Karten sind üblicherweise so gestaltet, dass eine faire Anfangssituation entsteht: die gleiche Menge Rohstoffvorkommen im selben Abstand, die gleiche Positionierung im Vergleich zu den anderen Spielern. Viele Karten sind daher symmetrisch aufgebaut und für eine gerade Anzahl an Spielern (üblicherweise 2 oder 4, bedingt durch die vorwiegend quadratische oder rechteckige Beschaffenheit der Karten) gedacht – für zahlreiche Spiele existieren aber auch weitestgehend gleichberechtigte 3-, 5-, 6- oder 8-Spieler-Karten. Bei Spielen, die kein Einsteigen während einer laufenden Partie ermöglichen, werden normalerweise Karten gewählt, die der Anzahl der Spieler bzw. einem Vielfachen dieser entsprechen.
Das Spielziel ist hier sehr simpel auf das Vernichten aller Feinde beschränkt. Je nach Spiel zählen hier Gebäude, Einheiten oder beides dazu.

### King of the Hill
Wie auch bei Ego-Shootern ist der King of the Hill die Spielfigur eines überdurchschnittlich starken Spielers, der von Anfang an über einige Startvorteile (zum Beispiel mehr Ressourcen) verfügt, das Primärziel. Das Ziel der anderen Spieler ist die Vernichtung des King of the Hill.
Je nach Spiel kann es sich hierbei allerdings auch um ein komplett anderes Spielziel handeln. Unter „Hill“ (engl. Hügel) versteht man hier eine bestimmte Kartenzone, die es zu kontrollieren gilt. Wer nach Ablauf einer bestimmten Zeit oder auch am Ende der Runde die meisten Einheiten in diesem Gebiet kontrolliert ist der King of the Hill und damit der Sieger.

### Weitere Spielmodi
In einzelnen Spielen tauchen teilweise spezielle Spielmodi auf, welche keine weitere Verbreitung erfahren haben, sich jedoch teilweise deutlich von üblichen Spielweisen unterschieden:
- Age of Empires II bietet den Modus Regicide (engl.: Königsmord), der weitestgehend dem Skirmish-Modus ähnelt. Jedoch erhält jeder Spieler eine spezielle Spielfigur in Form eines Königs. Ein Spieler, dessen König getötet wird, scheidet aus.

- Total Annihilation bietet einen ähnlichen Spielmodus als Mutator. Hierbei entscheidet das Schicksal der zentralen Spiel- und Baueinheit, des Commanders, über die Niederlage. Bei ausgeschaltetem Mutator verlaufen Mehrspielerrunden hingegen wie im Skirmish-Modus.

- Sudden Strike bietet einen dem Conquest-Modus ähnlichen Mehrspielerteil, bei dem der Spieler durch Fesselballons markierte Zielpunkte besetzen muss. Je mehr Zielpunkte ein Spieler kontrolliert, umso eher erhalten seine Einheiten Verstärkung.

- Cossacks bietet den Modus Historische Schlacht. Dabei sind Karte und Truppenaufstellungen tatsächlichen Schlachten der Geschichte (Lützen, Leuthen, Narva etc.) nachempfunden. Die Spieler kämpfen ohne Nachschub und Strategieteil, sondern müssen lediglich das taktische Geschehen steuern und die zu Anfang gegebenen Einheiten effektiv einsetzen.

- Das Spiel Z basiert komplett auf einer Aufteilung der Karte in Sektoren, die durch das Besetzen eines Flaggenpunktes für den jeweiligen Spieler erobert werden. Innerhalb dieser Sektoren finden sich Fabriken, die für diesen Spieler automatisch Einheiten produzieren. Je mehr Sektoren ein Spieler besitzt, umso kürzer dauert die jeweilige Produktion. Spielziel ist es, alle Einheiten des Feindes zu vernichten oder in dessen Fort einzudringen.

- Für verschiedene Spiele existieren auch Mods, die etwa aus Ego-Shootern bekannte Spielmodi bei Strategiespielen ermöglichen. So existieren für StarCraft Capture-the-Flag-Karten und auch eine Counter-Strike-Mod.

## Rennspiele

### Arcade-Modus
Arcade-Modus (englisch Arcade Mode) werden Spielmodi in Computerspielen genannt, die sich vom normalen Spielmodus durch schnelles, geschicklichkeitsbetontes Gameplay unterscheiden. Im Arcade-Modus geht es rein um den Spielspaß ohne Rücksichtnahme auf Hintergrundgeschichte oder andere Elemente, wie Rätsellösen oder die wirklichkeitsgetreue Fahrphysik bei einem Rennspiel.

### Einzelrennen / Rundkurs
Die gebräuchlichste Form bei Rennspielen (Simulationen als auch Funracer). Hierbei fahren alle Teilnehmer (ob menschlich oder computergesteuert) auf einem vorgegebenen Rundkurs um die beste Platzierung, die Teilnehmerzahl spielt hierbei keine Rolle, üblicherweise aber zwischen 4 und 16. Alle Teilnehmer starten hinter der Start-Ziel-Linie und setzen ihre Fahrzeuge nach dem Startsignal in Bewegung. Gefahren wird eine bestimmte, vorherdefinierte, Rundenzahl – üblich sind jedoch mindestens zwei oder mehr Runden. Gewertet wird nach Platzierung, entscheidend sind normalerweise die ersten drei Ränge („Gold, Silber und Bronze“).

### Zeitrennen
Das Zeitrennen ist eine gebräuchliche Form um sein Können auf einer leeren Strecke unter Beweis zu stellen. Die Fahrer treten hierbei einzeln an den Start, jeder Fahrer darf alleine auf der Strecke eine bestimmte Rundenzahl absolvieren. Die Runde, mit der besten Zeit wird gewertet, dann ist der nächste Spieler an der Reihe.
Rallye-Simulationen laufen sportartbedingt meistens in diesem Spielmodus ab. Bei vielen anderen Rennsimulationen dient das Zeitfahren als Qualifikation, wodurch die Startaufstellung im Rennen ermittelt wird.

### Punkt-zu-Punkt-Rennen
Anstatt auf einem Rundkurs wird in diesem Spielmodus von A nach B gefahren, entweder gegeneinander (wie Einzelrennen) oder auf Zeit (siehe Zeitrennen), der schnellste / die schnellsten Spieler gewinnen.
Die Strecken in Rallyesimulationen entsprechen meistens diesem Schema.

### K.-o.-Rennen / Knock-out
Diese Form gleicht der Reise nach Jerusalem (bzw. dem Ego-Shooter-Spielmodus Last Man Standing). Eine beliebige Anzahl an Spielern fährt auf einem Rundkurs, die Rundenanzahl ist allerdings an die Spielerzahl gebunden und berechnet sich nach Spielerzahl n – 1; Bei fünf Spielern werden also vier Runden gefahren. Nach jeder Runde scheidet der letztplatzierte Spieler fliegend aus dem Rennen aus – so wird die Teilnehmerzahl immer geringer, bis es letztendlich nur einen Sieger gibt.

### Drag-Rennen
Dieses Rennen findet auf einer (weitgehend) geraden Strecke statt. In diesem Modus zählen nur das Geschick beim Schalten (es wird mit manuellem Getriebe gespielt) und die Fähigkeit, eventuellen Hindernissen wie entgegenkommenden Autos auszuweichen. Dieser Renn-Typ bildet die klassischen Viertel-Meilen-Rennen nach, bekannt z. B. aus der Filmreihe The Fast and the Furious.

### Drift-Rennen
Im Drift-Modus werden Punkte für möglichst spektakuläre oder lang anhaltende Drifts vergeben, wobei es oftmals für mehrere hintereinander ausgeführte Drifts in verschiedene Richtungen einen Combo-Bonus gibt. Drift-Rennen finden entweder alleine oder mit mehreren Fahrzeugen auf einer Strecke statt, wobei Kollisionen mit anderen Fahrzeugen oder der Streckenbegrenzung den aktuellen Punktezähler zurücksetzen. Die Punktzahl nach einer gewissen Anzahl an Runden bestimmt den Sieger des Rennens.

### Freies Rennen
Dieser Spielmodus dient zum Ausprobieren der Strecke. Hierbei wird gefahren, bis das Rennen abgebrochen wird, eine Wertung gibt es üblicherweise nicht.

### Meisterschaft
Eine Meisterschaft besteht aus mehreren, zusammenhängenden Einzel-, Punkt-zu-Punkt-, Zeit- oder sonstigen Rennen. Die Einzelergebnisse werden summiert – der Fahrer mit der größten Anzahl an Siegen gewinnt die Meisterschaft.
Als Variante kann die Wertung auch anders erfolgen: aus einem vordefinierten Punktepool – z. B. 48 Punkte – erhält der erstplatzierte Fahrer die Hälfte (24 Punkte), der zweitplatzierte ein Viertel (12 Punkte), der dritte 6 Punkte, der vierte 3 Punkte und der fünfte 2 Punkte und der sechste den verbleibenden letzten Punkt – solche Systeme sind vor allem bei großen Fahrerzahlen in Meisterschaften interessant, da man auch bei einer schlechten Platzierung Punkte erhalten werden können.

### Karriere
Viele Spiele, insbesondere Fun-Racer unterstützen einen Karrieremodus, dieser ist häufig nur im Einzelspielermodus verfügbar. Der Spieler verfügt über ein Spielerprofil, welches vornehmlich durch gewonnene Rennen verbessert werden kann. Der Spieler kann durch Siege Preisgelder erspielen und so z. B. neue Tuning-Teile für sein Fahrzeug erwerben oder neue Fahrzeuge kaufen. Innerhalb des Karrieremodus kann der Spieler üblicherweise an einzelnen Rennen oder auch an Meisterschaften teilnehmen.

## Simulationen

### Einzelmission
Ähnlich wie bei Strategiespielen absolviert der Spieler hier eine vorgegebene Mission, die durch ein Briefing eingeleitet wird und hinterher eine statistische Auswertung erfährt. Dabei spielt der Spieler einen kompletten Einsatz nach. Seine Spielfigur muss z. B. mit einem Fahr- oder Flugzeug das Einsatzgebiet erreichen, dort die Ziele erfüllen und mehr oder weniger unbeschadet zurückkehren. Wichtige Orientierungshilfe und damit Spielelement sind so genannte Wegpunkte. Häufig kann der Spieler auch vor dem Einsatz einige Parameter selber bestimmen; so können in den meisten militärischen Flugsimulationen die Bewaffnung selbst bestimmt und gelegentlich auch die Flügelmänner ausgewählt werden. Einige Spiele erlauben auch die komplette Einsatzplanung durch den Spieler.
Die Zielsetzungen von Einzelmissionen orientieren sich bei militärischen Simulationen meist an realen Einsatzarten wie beispielsweise Combat Air Patrol, Suppression of Enemy Air Defences, Abfangjagd oder – bei Marinesimulationen – einer Feindfahrt mit vorgegebenem Patrouillengebiet.

### Kampagne/Karriere
Auch hier stellt die Kampagne in Analogie zu militärischen Strategiespielen eine Abfolge von einzelnen Missionen dar. Zumeist finden Kampagnen als so genannte Karriere statt. Dabei gibt der Spieler seiner Spielfigur einen Namen und begleitet sie durch den Feldzug. Mit zunehmendem Erfolg kann die Spielfigur des Spielers dabei Verdienstorden oder eine Beförderung auf einen höheren Dienstgrad erhalten, womit weiterreichende Befugnisse im weiteren Spielverlauf wie z. B. Befehlsgewalt über computergesteuerte Kollegen einhergehen. Kampagnen enden mit dem Tod der Spielfigur oder dem Kriegsende, wobei am Ende ebenfalls bilanziert wird.
Eine Sonderform stellt die so genannte dynamische Kampagne dar. Meist ist der Spieler dabei auch unmittelbar an der Missionsplanung beteiligt und muss strategische Entscheidungen bezüglich des nächsten Einsatzes treffen. Der Missionsausgang hat dabei maßgeblichen Einfluss auf den Spielverlauf, indem z. B. feindliche Flughäfen, Infrastruktur oder Abwehrstellungen getroffen werden und in der Folgezeit ausfallen. Dies war z. B. schon 1990 in Secret Weapons of the Luftwaffe der Fall, wo der Spieler auf Seite der Luftwaffe die Verteidigung seiner Flugzeugproduktion organisieren musste.

### Soforteinsatz
Ein Soforteinsatz (engl.: Quick Action) ist zum schnellen Spieleinstieg gedacht und basiert gänzlich oder teilweise auf zufällig generierten Szenarien. Der Spieler kann lediglich grobe Eigenschaften des Szenarios (Tageszeit, Wetter, Art des Einsatzes u.ä) einstellen und anschließend einen Einsatz ohne umfassende Vorbereitung wie Waffenkonfiguration, Einsatzplanung, Start/Landung etc. starten.

### Mehrspielermodi
Bei Simulationen sind die Modi Deathmatch (häufig Dogfight genannt) und Coop üblich.

## Sportspiele

### Freundschaftsspiel / Friendly
Zwei frei wählbare Mannschaften treten in einem Freundschaftsspiel gegeneinander an, wobei alle Parameter (Spieldauer, Regeln, Wetterverhältnisse, mögliche Verlängerung etc.) meist frei gewählt werden können. In diesem Modus ist es auch möglich, gleiche Mannschaften gegen sich selbst antreten zu lassen.

### Meisterschaft / Turnier
Mehrere Mannschaften spielen eine Meisterschaft bzw. ein Turnier untereinander aus, die jeweils aus einer Anzahl einzelner Begegnungen bestehen. Die jeweilige Turnierform (Liga / K.-o.-System / Gruppensystem und K.-o.-Phase) ist dabei frei wählbar, ebenso die zum Turnier gehörigen Mannschaften.

### Karriere
Hier betreut der Spieler eine Mannschaft über mehrere Saisons hinweg, wobei zu einer Saison jeweils der Ligabetrieb, nationale und internationale Turniere sowie teilweise sogar noch frei arrangierbare Freundschaftsspiele gehören. Neben dem Spielablauf selber fallen dem Spieler in diesem Spielmodus noch Management-Aufgaben wie Spielertransfers im Fu8bal, Training der Mannschaft oder die Einstellung der Aufstellung zu.

### Spielerkarriere
In diesem Spielmodus, der zumeist bei Fußball-, aber auch bei Tennis- oder Golfsimulationen üblich ist, kontrolliert der Spieler keine komplette Mannschaft, sondern einen einzelnen Spieler und betreut diesen die gesamte Karriere über. Hierbei muss sich der Spieler durch Erfolge die Möglichkeit erarbeiten, bei größeren Turnieren antreten zu können bzw. Transferangebote von größeren Teams zu erhalten. Über die Zeit verbessert die Spielerfigur zudem ihre Fähigkeiten, was diesem Spielmodus Rollenspiel-Elemente hinzufügt.

## New Game Plus
New Game Plus (auch New Game+ oder NG+) bezeichnet einen Spielmodus, der erst freigeschaltet wird, wenn der Spieler ein Spiel mindestens einmal durchgespielt hat oder einen bestimmten Wert (z. B. an Erfahrungspunkten) im Spiel erreicht hat. Der Modus ermöglicht es dem Spieler, das Spiel mit veränderten Rahmenbedingungen oder Ergebnissen neuzustarten, so dass der Spieler bei dem erneuten Spielen Unterschiede in der Spielwelt entdecken kann oder Änderungen im Gameplay merkt. Dadurch soll der Wiederspielwert und die Langzeitmotivation gesteigert werden. Beispiele für solche Änderungen sind ein höherer Schwierigkeitsgrad, alternative Handlungsstränge, die Einführung eines neuen spielbaren Charakters oder der Erhalt spezieller Items oder Errungenschaften. Je nach Spiel lassen sich auch einige Werte oder Items in den neuen Spielstand übernehmen. Vorwiegend existiert dieser Modus im Einzelspieler und Rollenspielen. Viele Spiele nutzen den Modus, um die Geschichte (aus einer anderen Perspektive) weiterzuerzählen oder Hintergründe zu offenbaren oder neue Herausforderungen und Anreize zu schaffen. Der Modus wurde 1995 erstmals in dem Rollenspiel Chrono Trigger erwähnt, lässt sich aber auch in älteren Spielen finden.